# Alstjärnen (Stensele socken, Lappland)
Alstjärnen är en sjö i Storumans kommun i Lappland och ingår i Umeälvens huvudavrinningsområde.